# 後藤亘 (サッカー選手)
後藤 亘（ごとう　わたる、2006年5月8日 - ）は、千葉県出身のサッカー選手。ポジションはGK。Jリーグ・FC東京所属。

## 来歴
FC東京のU-18チーム在籍時の2023年・2024年に、トップチームに登録された。
2023年のAFC U17アジアカップでは優勝に貢献し、5試合2失点で最優秀ゴールキーパー賞を受賞した。
2024年5月にFC東京トップチームに昇格内定が発表された。

## 所属クラブ
- 2014年 - 2018年  Wings U-12
- 2019年 - 2021年 FC東京U-15深川
- 2022年 - FC東京U-18
  - 2023年  FC東京（2種登録選手）
  - 2024年  FC東京（2種登録選手）
- 2025年 -  FC東京

## 個人成績
| 国内大会個人成績 | 国内大会個人成績 | 国内大会個人成績 | 国内大会個人成績 | 国内大会個人成績 | 国内大会個人成績 | 国内大会個人成績 | 国内大会個人成績 | 国内大会個人成績 | 国内大会個人成績 | 国内大会個人成績 | 国内大会個人成績 |
| 年度             | クラブ           | 背番号           | リーグ           | リーグ戦         | リーグ戦         | リーグ杯         | リーグ杯         | オープン杯       | オープン杯       | 期間通算         | 期間通算         |
| 年度             | クラブ           | 背番号           | リーグ           | 出場             | 得点             | 出場             | 得点             | 出場             | 得点             | 出場             | 得点             |
| 日本             | 日本             | 日本             | 日本             | リーグ戦         | リーグ戦         | リーグ杯         | リーグ杯         | 天皇杯           | 天皇杯           | 期間通算         | 期間通算         |
| ---------------- | ---------------- | ---------------- | ---------------- | ---------------- | ---------------- | ---------------- | ---------------- | ---------------- | ---------------- | ---------------- | ---------------- |
| 2023             | FC東京           | 54               | J1               | 0                | 0                | 0                | 0                | 0                | 0                | 0                | 0                |
| 2024             | FC東京           | 51               | J1               | 0                | 0                | 0                | 0                | 0                | 0                | 0                | 0                |
| 2025             | FC東京           | 58               | J1               | 0                | 0                | 0                | 0                | 0                | 0                | 0                | 0                |
| 通算             | 日本             | 日本             | J1               | 0                | 0                | 0                | 0                | 0                | 0                | 0                | 0                |
| 総通算           | 総通算           | 総通算           | 総通算           | 0                | 0                | 0                | 0                | 0                | 0                | 0                | 0                |

## タイトル

### クラブ
FC東京U-15深川
- 2019年度関東ユース(U-13)サッカーリーグ1部B 優勝（2019年）

### 代表
- AFC U17アジアカップ（2023年）

### 個人
- AFC U17アジアカップ2023 最優秀ゴールキーパー賞（2023年）

## 代表歴
- U-16日本代表
  - ルーマニア遠征（2022年）
  - U-16インターナショナルドリームカップ（2022年）
  - ウズベキスタン遠征（2022年）
  - AFC U17アジアカップ・予選（2022年）
  - Cuadrangular Internacional U17（2022年）
- U-17日本代表
  - アルジェリア遠征（2023年）
  - AFC U17アジアカップ（2023年）
  - FIFA U-17ワールドカップ（2023年）
- U-19日本代表
  - ヨルダン遠征 (2024年)
  - モーリスレベロトーナメント（2024年）
  - AFC U20アジアカップ2025予選(キルギス)（2024年）
  - メキシコ遠征（2024年）
- U-20日本代表
  - AFC U20アジアカップ2025(中国)（2025年）